# Michael Woods (producer)
Michael Anthony Woods is een Brits dj en muziekproducent die zich heeft gespecialiseerd in trance-muziek. Hij werd in de jaren na 2000 bekend met hits als Warrior (2000), Voodoo (2001), If U Want Me (2003) en Solex (2003). Hij is de broer van zangeres Marcella Woods. Hij is ook bekend onder de namen Warrior en Offaiah. 

## Biografie
Woods groeit op in een muzikaal gezin. Al op jonge leeftijd krijgt hij muzieklessen en hij speelt ook een tijdje in het London Symphony Orchestra. Zijn zus Marcella Woods is zangeres en werkt in de late jaren negentig samen met Matt Darey, met wie ze een relatie heeft. Hierdoor komt hij ook in de studio en wordt zijn interesse gewekt. Met wat stimulans van Darey begint hij ook met produceren.
Zijn debuutsingle Warrior (2000), dat ook onder die naam wordt uitgebracht, bereikt direct de top 20 van de Britse hitlijsten. Singles als Voodoo (2001), X (2003) en Yekante (2003) worden meer bescheiden hits. Vanaf 2003 werkt hij steeds meer onder zijn eigen naam. Daarmee maakt hij onder andere de hits If U Want Me (2003) en Solex (2003). Die laatste single wordt ook in Nederland een bescheiden hitnotering. In 2005 maakt hij samen met Judge Jules de single So Special, waarop ook zijn zus Marcella zingt. In 2008 heeft hij een samenwerking met Inaya Day op Natural High. De jaren daarna blijft hij singles uitbrengen, al zitten grote hits er niet meer in. Een opvallende poging doet hij in 2015 met Get Around waarop Sam Obernik zingt en waarvoor Roni Size, de radiomix maakt. Vanaf 2015 brengt hij ook werk uit onder de naam Offaiah, waarop hij meer een housegeluid laat horen. Hij maakt ook remixes voor Jason Derülo en Lady Gaga.

## Discografie
| Single met eventuele hitnotering(en) in de Nederlandse Top 40 | Datum van verschijnen | Datum van binnenkomst | Hoogste positie | Aantal weken | Opmerkingen |
| ------------------------------------------------------------- | --------------------- | --------------------- | --------------- | ------------ | ----------- |
| Solex (Close to the Edge)                                     |                       | 24-01-2004            | tip6            | -            |             |

- MusicBrainz: 8a27b390-5306-489d-a459-f48c1431ca68